# Idaea incolorata
Idaea incolorata är en fjärilsart som beskrevs av W. Warren 1898. Idaea incolorata ingår i släktet Idaea och familjen mätare. Inga underarter finns listade i Catalogue of Life.